# Dorit Litt
Dorit Litt (* 27. September 1959 in Hoyerswerda) ist eine deutsche Kunsthistorikerin.

## Leben und Wirken
Dorit Litt schloss ihr Studium der Kultur- und Kunstwissenschaften 1984 an der Universität Leipzig mit dem Diplom ab. 1989 wurde sie im Fach Kunstgeschichte an der Martin-Luther-Universität Halle-Wittenberg promoviert mit dem Thema „Das künstlerische Schaffen des Landschaftsmalers Hans Richard von Volkmann (1860–1927)“. Nach Abschluss des Forschungsstudiums war sie bis 1994 als wissenschaftliche Mitarbeiterin an der Burg Giebichenstein Kunsthochschule Halle in Halle (Saale) tätig. In dieser Zeit wurde sie mit der Gründung und Herausgabe der hochschuleigenen wissenschaftlichen Zeitschriften „Die Burg“ beauftragt. Seitdem beschäftigte sie sich auch intensiv mit der bildenden Kunst des 20. Jahrhunderts, insbesondere der Nachkriegsjahre, im mitteldeutschen Raum.
Dorit Litt wechselte aus familiären Gründen 1994 ihren Wohnsitz nach Bonn, wo sie als freiberufliche Kunsthistorikerin tätig ist. In Zusammenarbeit mit verschiedenen Museen, Hochschulen, Stiftungen und Kunstvereinen unter anderem in Halle, Berlin, Bonn, Karlsruhe, Dresden, Soest, Freiburg i. Br., Merseburg, Weimar und Erfurt hat sie zahlreiche Ausstellungs- und Publikationsprojekte als Kuratorin, Herausgeberin von Katalogen und Autorin begleitet.
Von 2001 bis 2014 war sie Mitglied der Stiftung Mitteldeutscher Kulturrat, Bonn. Im Auftrage der Stiftung gab sie 2013 und 2014 die Zeitschrift „Kultur Report“ heraus. Dorit Litt ist verheiratet mit dem Universitätsprofessor Thomas Litt, sie haben zwei Töchter.

## Publikationen (Auswahl)
Ausstellungsprojekte mit Katalog
- 1998: Verfemte Formalisten. Kunst aus Halle (Saale) 1945 bis 1963. Vertretung des Landes Sachsen-Anhalt in Bonn und im Kunstverein „Talstraße“  Halle (Saale), mit Matthias Rataiczyk, ISBN 978-3-932962-03-5.
- 1999: Wasja Götze beziehungsweise  Moritz Götze. Rheinlandia, ISBN 3-931-509-76-1.
- 2002: Hermann Bachmann – Malerei, Gisela Bachmann – Plastik. Kunstverein „Talstraße“, Halle (Saale), mit Matthias Rataiczyk, ISBN 978-3-932962-10-3.
- 2004: Im Spannungsfeld der Moderne. Zehn Maler aus Halle. Stiftung Moritzburg, Kunstmuseum des Landes Sachsen-Anhalt, Halle (Saale), mit Katja Schneider, ISBN 3-86105-093-5.
- 2005: Bernhard Heisig . Bilder einer Sammlung. Kunstverein „Talstraße“ Halle (Saale), mit Matthias Rataiczyk, ISBN 978-3932962-23-3.
- 2007: Ein hallescher Kosmos auf Einheitsformat. Malerei auf Henningkarton Kunstverein „Talstraße“ Halle (Saale), mit Matthias Rataiczyk und Christin Müller-Wenzel, ISBN 978-3-932962-40-0.
- 2007: Meisterschüler vom Pariser Platz. Malerei und Plastik aus Berlin der 1950er Jahre. Manfred Böttcher, Harald Metzkes, Ernst Schröder, Werner Stötzer. Halle (Saale), mit Matthias Rataiczyk und Christin Müller-Wenzel, ISBN 978-3-932962-37-0.
- 2009: Siegward Sprotte. Das schreibende Malen. Museum Wilhelm-Morgner-Haus, Soest. ISBN 978-3-00-028343-7.
- 2010: Strandbilder. Mythos Hallesche Malerei. Kunstforum Halle. ISBN 978-3-00-030616-7.
- 2011: Georg Paul (1901–1980). Ein Einzelgänger im Spannungsfeld der Moderne. Kulturhistorisches Museum Schloss Merseburg. ISBN 978-3-00-033215-9.
- 2012: Künstlerische Selbstbehauptung in der DDR am Beispiel der halleschen Malerei in den Nachkriegsjahren. In: Abschied von Ikarus. Bildwelten in der DDR – neu gesehen. Neues Museum Weimar. Hrsg. K.-S. Rehberg, Walter Holler, Paul Kaiser. König, Köln, ISBN 978-3-86335-224-0.
- 2017: Otto Möhwald, Kunsthalle Talstraße Halle (Saale),  ISBN 978-3-932962-90-5.
- 2017: Carola Andries. Vom rheinischen Expressionismus zur Abstraktion. Hrsg. Kunstverein Kreis Soest e. V., Museum Wilhelm Morgner, Soest. ISBN 978-3-9818730-1-6.
- 2017: EINFACH MALEN! Zur Erinnerung an Brigitte Loeper, Hrsg. vom Kunstverein Kreis Soest e.V und der Stadt Soest, Museum Wilhelm Morgner, Soest, ISBN 978-3-981 8730-2-3.
- 2020: Maler und Modell. Harald Metzkes–Gero Troike. Ausstellung im Museum Wilhelm Morgner, Soest. Hrsg. vom Kunstverein Kreis Soest e.V., ISBN 978-3-9818730-7-8.
- 2021: Sittes Welt. Willi Sitte: Die Retrospektive. Kunstmuseum Moritzburg Halle (Saale), mit Thomas Bauer-Friedrich, Paul Kaiser und Eckhart J. Gillen. Katalog hrsg. von Christian Philipsen in Verbindung mit Thomas Bauer-Friedrich und Paul Kaiser, ISBN 978-3-86502-467-1.
- 2021: Grenzerfahrungen. Hommage zum 100. Hermann Bachmann, Mareile Kitzel, Gerhard Lichtenfeld, Werner Rataiczyk, Willi Sitte, Hannes H. Wagner. Kunstverein „Talstrasse“ e. V., Halle (Saale), gemeinsam mit Matthias Rataiczyk. Katalog hrsg. von Matthias Rataiczyk, ISBN 978-3-948389-04-8.
- 2022: Bachmann und Berlin. In: Hermann Bachmann (1922–1995). Die Berliner Jahre. Eine Ausstellung zum 100. Geburtstag. Arbeitsheft XXXI, Galerie Parterre Berlin. Hrsg. von Kathleen Krenzlin, ISBN 978-3-943244-56-4.

Werkverzeichnisse
- 1996: mit Angela Dolgner: Kurt Bunge. Werkverzeichnis der Holzschnitte 1948–1958. fliegenkopf, Halle (Saale), ISBN 3-930195-13-5.
- 2001: Albert Ebert. Das Werkverzeichnis der Malerei. In: Albert Ebert, Malerei. Hrsg. Helmut Brade. Faber & Faber (Deutschland), Leipzig, ISBN 3-932545-82-6.

Editionen, Monographien
- 1994: Ulrich Knispel: Der Fall Ahrenshoop. Eine Dokumentation. Begleitheft zum Katalog der Ausstellung Ulrich Knispel. Malerei und Graphik. Staatliche Galerie Moritzburg Halle und Hochschule der Künste, Berlin. Halle und Berlin, ISBN 3-86105-091-9.
- 1995: Erwin Hahs. Das Buch meiner Seele, Auszüge aus den Tagebüchern 1945–1952. Auswahl mit G. Graewe und G. Winter. Edition Burg Giebichenstein, Halle (Saale).
- 1996: Das künstlerische Schaffen des Landschaftsmalers Hans von Volkmann. Holos, Bonn ISBN 3-86097-183-2
- 2018: Der Maler Hermann Bachmann. 1922–1995. Eine deutsch-deutsche Künstlergeschichte. Mitteldeutscher Verlag, Halle (Saale), ISBN 978-3-96311-047-4.

## Vorträge
- Farbige Grafik in Halle (Saale) zwischen 1945-1960 und ihr internationaler Erfolg. Vortrag auf der Tagung „Land der Grafik. Konjunktur eines Mediums in der DDR“, Alfried Krupp Wissenschaftskolleg, Greifswald, 14.–16. Januar 2016.

- Hermann Bachmann und sein Altar in der Epiphanienkirche. Vortrag in der Evangelischen Kirchengemeinde Epiphanien, Berlin-Charlottenburg, 23. Mai 2019.

- Albert Ebert. Das Atelier als Ort der Mythenbildung. Vortrag auf der 7. Internationalen Tagung des Arbeitskreises Kunst in der DDR, Philipps-Universität Marburg, 14.–15. Juni 2019.

- Sitte vor Sitte? Willi Sittes Moderne-Rezeption in den Nachkriegsjahren und seine Position im Formalismus-Streit. Vortrag auf der Tagung „Willi Sitte. Eine exemplarische Biografie zwischen Kunst und Macht“, Nationale Akademie der Wissenschaften Leopoldina, Halle (Saale), 10.–12. November 2021

- Mareile Kitzel (1922–2002). Vortrag im „Kunstverein Talstraße“ e. V., Halle (Saale), 9. Dezember 2021

- Hermann Bachmann (1922–1995). Zum Frühwerk in Halle (Saale). Vortrag im „Kunstverein Talstraße“ e. V., Halle (Saale), 20. Januar 2022.